# Huaxquial
Huaxquial är en ort i Mexiko.   Den ligger i kommunen Tlalchapa och delstaten Guerrero, i den södra delen av landet, 180 km sydväst om huvudstaden Mexico City. Huaxquial ligger 385 meter över havet och antalet invånare är 126.
Terrängen runt Huaxquial är huvudsakligen kuperad, men åt sydväst är den bergig. Runt Huaxquial är det ganska glesbefolkat, med 23 invånare per kvadratkilometer. Närmaste större samhälle är Tlalchapa, 5,5 km norr om Huaxquial. Omgivningarna runt Huaxquial är en mosaik av jordbruksmark och naturlig växtlighet.